# Look Away (Chicago-Lied)
Look Away ist ein Lied der Band Chicago aus dem Jahr 1988. Es wurde von Diane Warren geschrieben und von Ron Nevison produziert. Es erschien auf dem Album Chicago 19.

## Geschichte
Laut dem Drummer Danny Seraphine schlug der Manager der Band Howard Kaufman vor, dass die Band für das anstehende Album Hilfe von außerhalb gebrauchen könnte. Kaufman schlug als einen der Songwriter Diane Warren vor, die auch an dem Song I Don't Wanna Live Without Your Love mitwirkte und den Produzenten Ron Nevison, der auch bei den Heart-Songs These Dreams und Alone mitwirkte.
Warren schrieb Look Away aus der Perspektive eines Mannes und reichte den übrigen Mitwirkenden des Albums ein Demo. Nevison sagte:  "Diane's demos always sound really good" (deutsch: Dianes Demos klingen immer sehr gut), er fügte noch hinzu:  "Her demos are always very simple, but they always have great vocal performances." (deutsch: Ihre Demos sind zwar einfach, aber ihre Gesangsdarbietungen sind großartig). Bassist Jason Scheff bemerkte: "The songs that last for me are the ones I don't get at first," (deutsch: Die Lieder, die mich fesseln sind auch die, die ich zuerst nicht verstehe) und merkte an: "I remember hearing 'Look Away' and thinking it's okay, but not great. Thank God I'm not an A&R man." (deutsch: Ich erinnere mich, als ich Look Away hörte und dachte es ist Okay, aber nicht herausragend. Zum Glück bin ich nicht vom A&R).
Als Sänger konnte diesmal Bill Champlin gewonnen werden, der forderte für Chicago die üblichen Blechblasinstrument wegzulassen. Scheff bemerkte auch, da Peter Cetera die Band verließ, sich musikalisch neue Chancen für die Band aufboten, sich dementsprechend weiterzuentwickeln zu können und neue Methoden auszuprobieren. Somit wurde Look Away der einzige Nummer-eins-Hit ohne Peter Cetera und auch Chicagos Letzter.
Die Veröffentlichung war am 9. September 1988, in den Vereinigten Staaten und Kanada wurde die Rockballade ein Nummer-eins-Hit. Neben Cheap Tricks The Flame aus demselben Jahr war es die zweite Rockballade, die durch Epic Records veröffentlicht wurde.

## Kommerzieller Erfolg

### Chartplatzierungen
| ChartsChartplatzierungen       | Höchstplatzierung | Wochen |
| ------------------------------ | ----------------- | ------ |
| Vereinigte Staaten (Billboard) | 1 (24 Wo.)        | 24     |
| Vereinigtes Königreich (OCC)   | 77 (2 Wo.)        | 2      |

| ChartsJahrescharts (1989)      | Platzierung |
| ------------------------------ | ----------- |
| Vereinigte Staaten (Billboard) | 1           |

### Auszeichnungen für Musikverkäufe
| Land/Region               | Auszeichnungen für Musikverkäufe (Land/Region, Auszeichnung, Verkäufe) | Verkäufe |
| ------------------------- | ---------------------------------------------------------------------- | -------- |
| Vereinigte Staaten (RIAA) | Gold                                                                   | 500.000  |
| Insgesamt                 | 1× Gold ·                                                              | 500.000  |

Hauptartikel: Chicago (Band)/Auszeichnungen für Musikverkäufe

## Coverversionen
- 1992: Cheap Trick